# تل حاج‌نوشاد
تل حاج‌نوشاد روستایی از توابع بخش ریز شهرستان جم استان بوشهر در جنوب ایران.
این روستا در دهستان انارستان قرار دارد و بر اساس سرشماری سال ۱۳۸۵ جمعیت آن ۱۵۲ نفر (۳۳ خانوار) بوده‌است.